# Polytrichastrum altaicum
Polytrichastrum altaicum là một loài rêu trong họ Polytrichaceae. Loài này được Ignatov & G.L. Merr. mô tả khoa học đầu tiên năm 1995.